# Tadeusz Becela
Tadeusz Becela, ps. Włodek (ur. 3 października 1907 w Chojnie, zm. 3 kwietnia 1992 w Poznaniu) – pisarz, działacz komunistyczny, więzień polityczny sanacji (areszt śledczy w Poznaniu i więzienie w Rawiczu), członek KPP, PPR i PZPR, spółdzielca, sekretarz pierwszego po II wojnie światowej komitetu miejskiego PPR w Poznaniu, organizator pierwszych w Poznaniu kursów partyjnych w 1945.

## Życie i działalność
Pochodził z niezbyt zamożnej rodziny chłopskiej. Zdobył zawód krawca, w którym pracował. Działalnością literacką zainteresował się dopiero po 50. roku życia. Pisał pamiętniki i powieści, także jedną marynistyczną. Autor tomów wspomnień: Osobliwe lata (Wydawnictwo Poznańskie, 1960 - dotyczyły okresu od urodzenia autora do I wojny światowej) i Lata górne i chmurne (Wydawnictwo Poznańskie, 1965 - dotyczyły okresu międzywojennego). W tomach tych zawarł szczegółowe relacje z życia w Poznaniu i Wielkopolsce w opisywanych czasach. Zrelacjonował też sposoby podziemnej walki rewolucyjnej wielkopolskich komunistów i nędzę szerokich mas społecznych, zwłaszcza proletariatu poznańskiego. Za Lata górne i chmurne otrzymał I nagrodę w konkursie Oddziału Poznańskiego Polskiego Towarzystwa Historycznego. Był pomysłodawcą stworzenia przy Akademii Handlowej uczelni kształcącej regionalnych kierowników życia gospodarczego (pomysłu nie wdrożono). W 1987 Związek Literatów Polskich zorganizował mu uroczyste 80. urodziny, w których uczestniczył wiceminister kultury i sztuki Kazimierz Molek. W 1988 otrzymał Nagrodę Główną Wielkopolskiego Towarzystwa Kulturalnego za rok 1987.
Został odznaczony Medalem 10-lecia Polski Ludowej (1955) oraz Orderem Krzyża Grunwaldu III klasy (1946).

## Dzieła
- Osobliwe lata, Wydawnictwo Poznańskie, 1960,
- Lata górne i chmurne, Wydawnictwo Poznańskie, 1965,
- Dziewczęta z internatu, Czytelnik, 1970,
- Chłopcy z morza, Wydawnictwo MON, 1973,
- Świt nad Wartą, Wydawnictwo Poznańskie, 1975,
- Gdy Poznań był twierdzą, Wydawnictwo Poznańskie, 1984,
- Z tamtej strony drogi. Opowiadania spółdzielców, Wydawnictwo Spółdzielcze, 1988[4].